# Parasphena naivashensis
Parasphena naivashensis är en insektsart som beskrevs av Kevan, D.K.M. 1948. Parasphena naivashensis ingår i släktet Parasphena och familjen Pyrgomorphidae. Inga underarter finns listade i Catalogue of Life.